# MIL-STD-1760
MIL-STD-1760은 1980년대 초에 표준이 제정되었으나, 1990년 후반이 되어서야 정부 획득 과정에 완전히 반영되었다. 개방형 인터페이스로 항공기와 외부 무장 사이에 동작하는 전기적 신호 정의를 포함한다. 항공기 전원을 외부 무장에 전달하기 위한 인터페이스와 제어를 위한 데이터 통신 인터페이스가 있다. 그러나 비전기적으로 동작하는 연료, 유압, 냉각 등은 포함하지 않는다.

## 같이 보기
- STANAG3837, NATO의 유사 규격